# 香港硬幣

香港流通的硬幣

香港硬幣（又稱香港輔幣）是港元的一種形式，由香港金融管理局代表政府發行，代理銀行負責儲存及向公眾分發。與商業銀行發行的鈔票一樣，香港政府發行的硬幣及十元鈔票均有十足的外匯儲備支持。
現時，香港的流通硬幣共有九款，包括：¢10（壹毫）、¢20（貳毫）、¢50（伍毫）、$1（壹圓）、$2（貳圓）、$5（伍圓）、$10（拾圓）、$50（伍拾圓）及$1000（壹仟圓）。其中$50為香港回歸5周年紀念幣，在2002年發行，$1000為香港回歸（1997年發行）及香港國際機場啟用（1998年發行）紀念幣。根據香港金融管理局的年報，2014年底，流通硬幣總值70億元，相當於平均每位港人擁有1000元硬幣。

## 歷史

1978年發行的十角形五元硬幣，「香港伍圓」四字由上而下，由右而左排列。澳門貳圓和伍圓仍使用近似設計

硬幣於1863年開始發行，英國曾在1866年於銅鑼灣京士頓街設立香港鑄幣廠，但因華人習慣在鑑定銀幣後戳上記號，而鑄幣廠鑄造的硬幣面有維多利亞女皇像，當時謠傳在女皇像上戳記會受刑責，所以不受華人歡迎。再加上1866年的金融風暴令市民對銀幣需求減少，而且鑄幣局亦未能爭取到為中國鑄幣的合約，鑄幣廠損失達34萬元之鉅，最後於1868年倒閉。（另一說法是該廠所鑄造的硬幣不受身受割土之辱之華人所歡迎）
1992年或之前發行的硬幣（面額分別有¢10、¢20、¢50、$1、$2、$5），正面是用漢字寫成的幣值，如「香港伍圓」，背面鑄有英女王伊丽莎白二世頭像。後來因應1997年香港主權移交中國，1993年起政府發行一套全新硬幣，正面印有幣值數字，背面改為香港區花洋紫荊。而舊硬幣則逐步回收，但仍為法定貨幣。直至今天，英女王硬幣仍與洋紫荊硬幣一起流通（現時，面額為2元及5元的英女王硬幣已很少流通了），並曾一度成為收藏對象。
洋紫荊設計硬幣在1993年推出，逐步取代女皇頭像設計系列。
政府後來推出俗稱「金銀閏」的$10硬幣（1994年及1995年鑄造及發行相關年份的硬幣，2014年發行1996年鑄造的硬幣）。1997年，曾推出一批以上述7種幣值組成的紀念幣，背面以特色圖案代替數字幣值（原有的數字放在最頂處）。

### 硬幣收集計劃

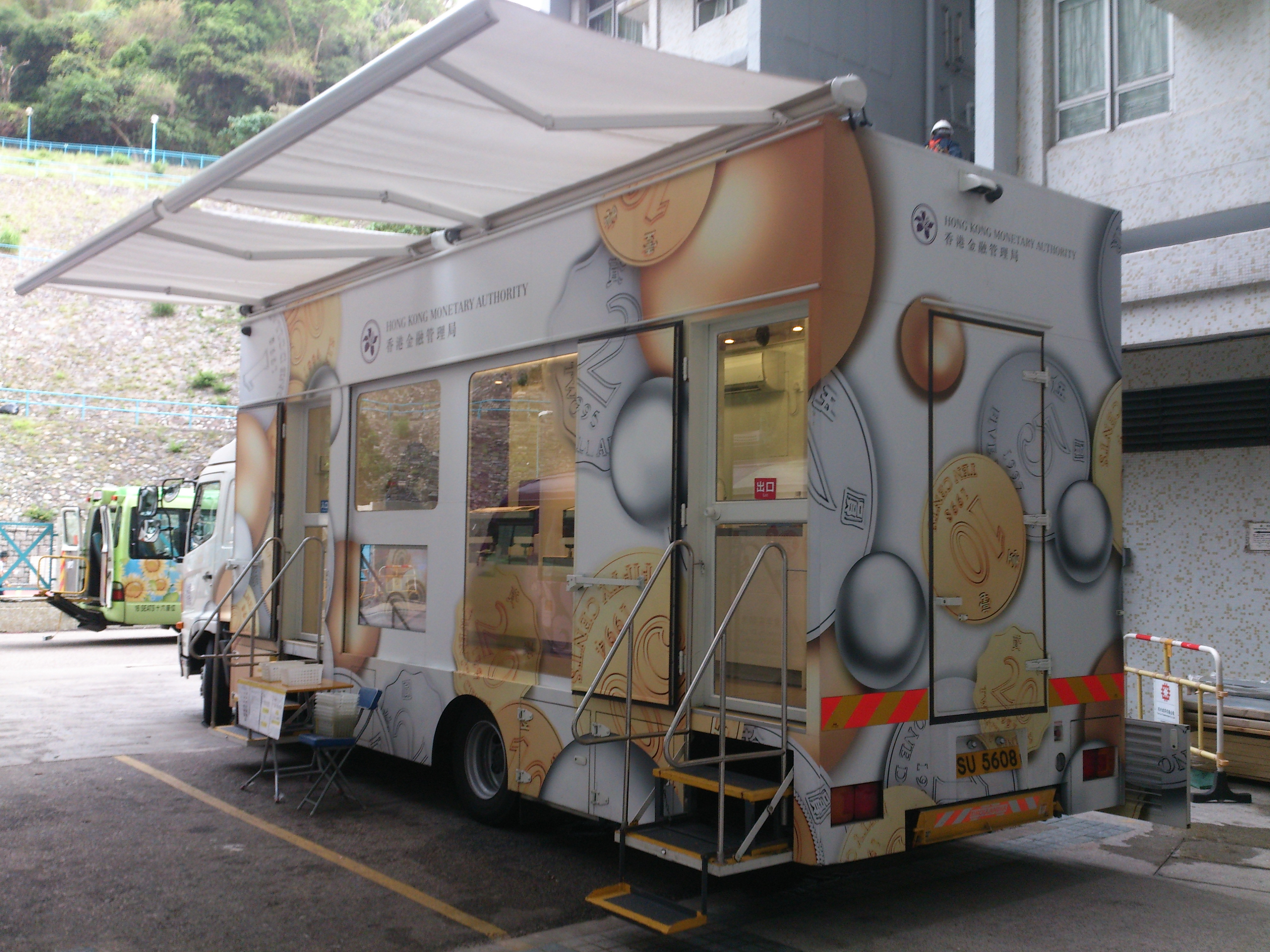
香港金融管理局的收銀車，協助回收硬幣重用

1997年9月，電子收費系統八達通面世，並迅速普及，使硬幣需求量大減。因此，自1999年至2011年間，香港再沒有新硬幣發行，相隔14年後，直至2012年才重新推出2元及5元硬幣，目前最新版本的硬幣為2019年的版本。
2014年9月，香港金融管理局推出硬幣收集計劃，目的令硬幣流通更有效率，減少鑄幣需要。最初計劃屬試驗性質，為期兩年，之後該計劃亦有繼續推行至今。兩部「收銀車」輪流停駐香港18區，每人每次回收上限大約10公斤硬幣（車上有電子磅）。硬幣可換作現鈔或為八達通增值，車內亦有公益金捐款箱。
2020年10月5日，金管局公布計劃自2014年10月份推出至2020年8月23日期間，共進行了74萬宗交易，收集了共5.98億枚硬幣，總面值8.8億元。

## 發行量
在金管局的年報中，由政府發行的紙幣和硬幣是一同統計的。截至2017年底，政府發行的流通紙幣及硬幣總值120億元，當中紙幣佔43億。
| 類別     | 面值 | 數量  | 金額  |
| -------- | ---- | ----- | ----- |
| 硬幣     | 10¢  | 25.4% | 1.5%  |
| 硬幣     | 20¢  | 17.4% | 2.0%  |
| 硬幣     | 50¢  | 11.8% | 3.4%  |
| 硬幣     | $1   | 17.2% | 10.0% |
| 硬幣     | $2   | 13.3% | 15.5% |
| 硬幣     | $5   | 6.8%  | 19.9% |
| 硬幣     | $10  | 2.0%  | 11.9% |
| 塑質鈔票 | $10  | 5.2%  | 30.3% |
| 紙質鈔票 | $10  | 0.9%  | 5.5%  |

## 流通貨幣
硬幣正面劃一採用洋紫荊設計，並附有「香港」及「HONG KONG」。
硬幣背面中間有大阿拉伯數字鑄明面值，下方附有發行年份。上下分別以中文大寫數字及英文鑄明面值。
| 面额          | 材質                          | 样式   | 邊緣                                                            |
| ------------- | ----------------------------- | ------ | --------------------------------------------------------------- |
| 拾圓（$10）   | 外環紅銅鎳合金 圓心鎳黃銅合金 | 圓形   | 槽紋與平滑相間                                                  |
| 伍圓（$5）    | 紅銅鎳合金                    | 圓形   | 槽紋，中間凹槽印有凸字「香港伍圓」 及「HONG KONG FIVE DOLLARS」 |
| 貳圓（$2）    | 紅銅鎳合金                    | 波浪形 | 平滑                                                            |
| 壹圓（$1）    | 紅銅鎳合金                    | 圓形   | 槽紋                                                            |
| 伍毫（$0.50） | 黃銅鍍鋼                      | 圓形   | 槽紋                                                            |
| 貳毫（$0.20） | 鎳黃銅合金                    | 波浪形 | 平滑                                                            |
| 壹毫（$0.10） | 黃銅鍍鋼                      | 圓形   | 平滑                                                            |

## 面值
- 1文：等於1元的千分之一。1863年至1865年間，10文錢等於1仙。
- 1千：只在1866年發行，與1文面值一樣。
- 1仙：等於1元的百分之一。1863年至1941年間發行，戰後由1仙紙幣取代，並於1995年停止流通。
- 5仙：1866年至1979年間發行，1935年起，由以往的銀，改為鎳、鎳-銅或鎳-黃銅鑄造。最後的5仙硬幣是在1988年推出（只包括在官方精鑄套幣内），1989年停止流通。港幣5仙俗稱斗零。
- 1毫：等於1元的十分之一。1863年起發行至今，1935年改以鎳鑄造，1948年改由黃銅-鎳合金鑄造，1982年體積縮小，1984年被新一批1毫硬幣取代[8]，一直流通至今，1994年5月改由黃銅鍍鋼鑄造，並改用洋紫荊圖案。2017年重新發行。
- 2毫：1866年開始發行，由銀鑄造，至1905年止，直至1975年起重新鑄造，但改為波浪形設計。1993年10月改用洋紫荊圖案。以紅銅-鎳合金鑄造，1977年改由黃銅-鎳合金鑄造，1993年10月改由黃銅鍍鋼鑄造，並改用洋紫荊圖案。2015年重新發行。
- 1元：1866年開始發行，由銀鑄造，至1868年止，直至1960年起重新鑄造，以紅銅-鎳合金鑄造，1978年體積縮小，曾於1993年10月試用紅銅鍍鋼鑄造（同期起改用洋紫荊圖案），但不太成功，製成的硬幣出現生鏽或磁化等各種問題。1994年重新以紅銅-鎳合金鑄造。2013年重新發行。
- 2元：1975年開始發行，波浪形設計，以紅銅-鎳合金鑄造。1993年1月改用洋紫荊圖案，2012年重新發行。
- 5元：1976年開始發行，以紅銅-鎳合金鑄造，初時是十角形的，但因容易被偽造，於1980年改以圓形設計，並在硬幣的邊沿加上凹坑及刻字（安全邊）。1993年1月改用洋紫荊圖案，2012年重新發行。
- 10元：外層以紅銅-鎳合金鑄造，內層以黃銅-鎳合金鑄造，故此俗稱「金銀閏」，1994年11月面世，並在1995年再發行一次，1997年亦曾發行回歸紀念版。因不受歡迎，後重新發行十元紙幣取代，惟於2014年曾發行80萬個1996年批次的十元硬幣。

## 紀念硬幣

於1976年發行的龍年紀念金幣，此為背面

為紀念特定事件發生，香港曾於1975年至2002年間推出多款紀念硬幣。
| 年份 | 硬幣物料 | 面值                               | 紀念事件                     | 鑄造數量 | 鑄造數量 |
| 年份 | 硬幣物料 | 面值                               | 紀念事件                     | 普通     | 精鑄     |
| 1975 | 金（916.6純度） | $1,000                             | 英女皇訪港                   | 15,000   | 5,000    |
| 1976 | 金（916.6純度） | $1,000                             | 龍年                         | 20,000   | 10,000   |
| 1977 | 金（916.6純度） | $1,000                             | 蛇年                         | 20,000   | 10,000   |
| 1978 | 金（916.6純度） | $1,000                             | 馬年                         | 20,000   | 10,000   |
| 1979 | 金（916.6純度） | $1,000                             | 羊年                         | 20,000   | 10,000   |
| 1980 | 金（916.6純度） | $1,000                             | 猴年                         | 27,000   | 13,000   |
| 1981 | 金（916.6純度） | $1,000                             | 雞年                         | 33,000   | 22,000   |
| 1982 | 金（916.6純度） | $1,000                             | 狗年                         | 33,000   | 22,000   |
| 1983 | 金（916.6純度） | $1,000                             | 豬年                         | 33,000   | 22,000   |
| 1984 | 金（916.6純度） | $1,000                             | 鼠年                         | 20,000   | 10,000   |
| 1985 | 金（916.6純度） | $1,000                             | 牛年                         | 20,000   | 10,000   |
| 1986 | 金（916.6純度） | $1,000                             | 虎年                         | 20,000   | 10,000   |
| 1986 | 金（916.6純度） | $1,000                             | 英女皇第二次訪港             | 20,000   | 12,000   |
| 1987 | 金（916.6純度） | $1,000                             | 兔年                         | 20,000   | 12,000   |
| 1988 | 鎳黃銅合金 （五仙、一毫、兩毫及五毫）紅銅鎳合金 （一元、兩元及五元）                                                      | $0.05、$0.1、$.2、$0.5、$1、$2、$5 | 新鑄硬幣                     | 50,000   | 25,000   |
| 1993 | 鎳黃銅鋼 （一毫、五毫）鎳黃銅合金 （兩毫）鍍鎳鋼 （一元）紅銅鎳合金 （兩元及五元）紅銅鎳合金外環及鎳黃銅合金圓心 （十元） | $0.1、$.2、$0.5、$1、$2、$5、$10   | 新鑄硬幣                     | 50,000   | 30,000   |
| 1994 | 金（圓心916.6純度、外環375純度）                                                                                          | $10                                | 紀念十元硬幣面世             | 20,000   | 20,000   |
| 1997 | 紅銅鎳合金外環及鎳黃銅合金圓心                                                                                            | $10                                | 紀念青嶼幹線通車             | 50,000   | 50,000   |
| 1997 | 金（916.6純度） | $1000                              | 紀念香港特別行政區成立       | 97,000   | 97,000   |
| 1997 | 鎳黃銅鋼 （一毫、五毫）鎳黃銅合金 （兩毫）紅銅鎳合金 （一元、兩元及五元）紅銅鎳合金外環及鎳黃銅合金圓心 （十元）          | $0.1、$.2、$0.5、$1、$2、$5、$10   | 新鑄硬幣                     | 300,000  | 97,000   |
| 1998 | 金（916.6純度） | $1000                              | 紀念香港國際機場啟用         | 15,000   | 15,000   |
| 2002 | 金（紀念金章） 銀（銀幣）                                                                                                 | $50                                | 慶祝香港特別行政區成立五週年 | 60,000   | 60,000   |

## 支付款額
根據《香港硬幣條例》，硬幣的法定支付能力為：
- 金額少於1元（1毫、2毫、5毫）硬幣，所支付的款項不超過$2
- 金額不少於1元（1元、2元、5元、10元）硬幣，所支付的款項不超過$100

此條例沒有罰則，故交易對方可拒絕接受。